# 다케시촌
다케시촌(일본어: 武石村)은 무로마치 시대부터 2006년 3월 6일까지(단, 도중에 분할되어 있던 시기가 있었다.) 일본 나가노현에 존재했던 마을이다.
2006년 3월 6일에 우에다시, 마루코정, 사나다정과 합병해 새로운 우에다시가 되었다.

## 역사
다케시촌의 기원은 고무로마치 시대에는 요다쇼 무사시 향으로 기재되어 있다. 전국시대에 시나노쿠니 지사가타군 다케시 촌에서 동국 동군, 시모다케시촌, 가미타케시촌의 2개 촌으로 분할되었고, 에도 시대에는 2개 촌에서 시모다케시촌, 가미타케시촌, 카미모토이리, 요리, 도리야, 오키, 오자와네의 8개 마을로 분할되어 메이지 유신을 맞이하게 되었다. 에도 시대는 우에다 번령에 속해 있었다. 역사는 지자체로서는 107년, 기록이 남아 있는 것을 포함하면 약 700여 년에 이르렀다. 다케시 촌사무소는 발족 후 우에다 시청 다케시 지역 자치 센터라고 개칭했다.
- 1889년 4월 1일 - 정촌제 시행과 함께 8개촌을 구역으로 성립하였다.
- 2006년 3월 6일 - 우에다시, 마루코정, 사나다정과 합병해 새로운 우에다시가 되었다. 동일 다케시촌은 폐지되었다.

## 교통

### 철도
- 동일본 여객철도 호쿠리쿠 신칸센
- 시나노 철도 시나노 철도선
- 우에다 교통 벳쇼 선

### 도로
- 국도 제152호선
- 국도 제254호선